# Csak most kezdődik
A Csak most kezdődik (eredeti cím: Just Getting Started) 2017-ben bemutatott amerikai akcióvígjáték, amelyet Ron Shelton írt és rendezett. A főbb szerepekben Morgan Freeman, Tommy Lee Jones, Rene Russo, Joe Pantoliano és Glenne Headly látható.
Az Amerikai Egyesült Államokban 2017. december 8-án mutatták be a mozikban.

## Cselekmény
A New Jersey-i nő feldühödik, amikor meglát egy hirdetést a luxus nyugdíjas üdülőhelyről, a Villa Capriról Palm Springsben, és felismeri a képeken William Dupree-t – azt a férfit, aki börtönbe juttatta a férjét. Felhívja a fiát, és azt mondja neki: karácsonyi ajándékként Dupree fejét akarja.
Közben a korábban a világ legveszélyesebb bűnszervezeteinek vezetőit védő ügyvéd, Duke Diver jelenleg a Villa Capri igazgatója. Az új lakó, Leo, aki volt FBI-ügynök, már érkezésekor kihívást jelent Duke számára: elfoglalja a fenntartott parkolóhelyét. Mivel Leo meglepően készpénzben előre kifizette a szállást, Duke meghívja az aznapi pókerestre. Leo nemcsak a játékban győzi le Duke-ot, hanem a nőknél is: vacsorázni viszi a három hölgyet, akikkel Duke korábban randizott, sőt még verset is szaval nekik. Duke fokozatosan egyre fenyegetve érzi magát a vetélytárs miatt.
Duke kihívja Leót egy 18 lyukból álló golfmeccsre, ám a játék egy váratlan fordulattal ér véget: egy csörgőkígyó kerül elő Duke golfzsákjából, ami megszakítja a mérkőzést. Később megtudjuk, hogy a kígyó egy bérgyilkos műve volt, amit a New Jersey-i nő rendelt meg, de telefonon leszidja az embert, amiért ilyen módszert választott. A villában Duke – szokása szerint Mikulás-jelmezben – összetűzésbe kerül egy céges Mikulással, és Leo siet a segítségére. Később a bárban meglátják Suzie-t, és a részeg Duke próbál flörtölni vele, de Suzie visszautasítja. Leo ezután hazakíséri Duke-ot.
Másnap reggel kiderül, hogy a resort-lánc regionális igazgatója nem más, mint Suzie Quinces, ugyanaz a nő, akit előző este láttak és akit lenyűgözött Leo költészete. Suzie feladata a villa költséggazdálkodásának felülvizsgálata. Különböző programokat mutatnak neki, többek között tangó, tai chi és szexuális egészséggel kapcsolatos workshopokat. A kertben Suzie találkozik Leóval, aki épp tájképet fest. Duke is megjelenik, kissé idegesen, és miközben beszélgetnek, egy prérifarkas elragadja Suzie kiskutyáját, Romeót. Leo gyorsan közbelép: egy lövéssel megsebesíti a prérifarkast, így az elejti a kutyát, majd Leóval együtt rohannak az állatorvoshoz. Miután visszatérnek, Leo javasol egy újabb sor vetélkedőt Duke-kal: sakk, pingpong, súlyemelés, kártyadobálás kalapba és limbo. Végül Leo veszít, mivel a limbo gyakorlata megviseli a hátát.
A karácsonyi bulin Duke zongorán kíséri Johnny Mathist, aki Suzie régi ismerőse és titkos szerelme. Mikor Leo felkéri Suzie-t táncolni, Duke féltékeny lesz, és karácsony napjára újabb golfmérkőzést javasol kihívásként. A játék során Duke barátai titokban segíteni próbálnak neki, de egy robbanás a pályán félbeszakítja a meccset. Duke rájön, hogy a maffia a nyomára akadt, és az életére törnek. Ezt követően Duke és Leo kénytelenek összefogni, hogy együtt győzzék le a támadókat és megmentsék Duke életét.
Biztonsági kamerafelvételeken Duke – igazi nevén William Dupree – felismeri Oscar Brunót, annak a maffiavezérnek a fiát, akit egykor börtönbe juttatott. Egy motelhez vezeti a nyom, ahol stakeout közben elalszanak. Másnap egy sztriptízbárban nyomoznak, mikor felrobban a bérelt furgonjuk, majd a sivatagba csalják őket. Oscar üzletet ajánl: elengedi Duke-ot, ha cserébe megkapja Suzie-t. Azonban Duke és Leo együttműködve legyőzik Oscart és embereit.
A történet végén Leo és Suzie veszik át a Villa Capri vezetését, míg Duke új életet kezd, és egy floridai üdülőközpont menedzsere lesz.

## Szereplők
| Szereplő      | Színész          | Magyar hang    |
| ------------- | ---------------- | -------------- |
| Duke Diver    | Morgan Freeman   | Papp János     |
| Leo McKay     | Tommy Lee Jones  | Reviczky Gábor |
| Suzie Quinces | Rene Russo       | Kovács Nóra    |
| Joe           | Joe Pantoliano   | Harsányi Gábor |
| Margarite     | Glenne Headly    | Frajt Edit     |
| Roberta       | Sheryl Lee Ralph | Makay Andrea   |
| Lily          | Elizabeth Ashley | Halász Aranka  |
| Larry         | George Wallace   | Faragó András  |
| Burt          | Graham Beckel    | Barbinek Péter |
| Oscar         | Mel Raido        | Szabó Máté     |
| Delilah       | Jane Seymour     | Andresz Kati   |
| önmaga        | Johnny Mathis    |                |
| Jimmy         | Nick Peine       | Molnár Levente |

### Magyar változat
- Főcím: Korbuly Péter
- Magyar szöveg: Kiss Odett
- Hangmérnök és vágó: Bederna László
- Gyártásvezető: Németh Piroska
- Szinkronrendező: Orosz Ildikó

A szinkront az SDI Media Hungary készítette el.

## A film készítése
2016. május 14-én bejelentették, hogy a Broad Green Pictures az Entertainment One-nal közösen fogja gyártani a filmet Villa Capri munkacímen, Ron Shelton rendezésében, Morgan Freeman és Tommy Lee Jones főszereplésével. 2016. június 9-én kiderült, hogy Rene Russo is csatlakozik a főszereplőkhöz. A forgatás 2016. augusztus 15-én kezdődött Új-Mexikóban. 2017 szeptemberében a filmet átnevezték Csak most kezdődikre, hogy ne keverjék össze a Villa Capri nevű chicagoi produkciós céggel.

## Fordítás
- Ez a szócikk részben vagy egészben  a(z)   È solo l'inizio című olasz Wikipédia-szócikk fordításán alapul.  Az eredeti cikk szerkesztőit annak laptörténete sorolja fel. Ez a jelzés csupán a megfogalmazás eredetét és a szerzői jogokat jelzi, nem szolgál a cikkben szereplő információk forrásmegjelöléseként.